# Edino Krieger
Edino Krieger (ur. 17 marca 1928 w Brusque, zm. 6 grudnia 2022 w Rio de Janeiro) – brazylijski kompozytor.

## Życiorys
W latach 1943–1948 studiował w konserwatorium w Rio de Janeiro grę na skrzypcach u Edith Reis i kompozycję u Hansa-Joachima Koellreuttera. Następnie kształcił się na letnim kursie u Aarona Coplanda w Berskhire Music Center w Tanglewood (1948) oraz u Petera Mennina w Juilliard School of Music w Nowym Jorku (1948–1949). Doskonalił się też w grze na skrzypcach u Williama Nowinsky’ego w nowojorskiej Henry Street Settlement School. W latach 1950–1952 pracował jako krytyk muzyczny w „Tribuna da imprensa” w Rio de Janeiro, organizował koncerty i konkursy muzyki współczesnej, działał też jako dyrygent. W 1955 roku współpracował z Lennoxem Berkeleyem w Royal Academy of Music w Londynie. Od 1963 do 1973 roku był dyrektorem muzycznym Radio Joral do Brasil. Był uczestnikiem letnich kursów w Kurytybie (1964–1968). Od 1971 do 1973 roku pełnił funkcję przewodniczącego Sociedade Brasileira da Música Contemporâne.

## Twórczość
Początkowo tworzył w stylistyce neoromantycznej i impresjonistycznej. W latach 40. XX wieku zwrócił się w stronę dodekafonii, jednak już w następnej dekadzie porzucił ją dla neoklasycyzmu z elementami stylu narodowego.

## Wybrane kompozycje
(na podstawie materiałów źródłowych)

### Utwory orkiestrowe
- Movimento misto (1947)
- Contrastes (1949)
- Música na smyczki (1952)
- Chôro na flet i smyczki (1952)
- Suita na smyczki (1954)
- Abertura sinfônica (1955)
- Concertante na fortepian i orkiestrę (1955)
- Andante na smyczki (1956)
- Divertimento na smyczki (1959)
- Brasiliana na altówkę lub saksofon altowy i smyczki (1960)
- Variações elementares na smyczki (1964)
- Ludus symphonicus (1966)
- Toccata na fortepian i orkiestrę (1967)
- Canticum naturale (1972)
- Koncert podwójny na 2 skrzypiec i smyczki (1994)

### Utwory kameralne
- Improviso na flet (1944)
- Trio na obój, klarnet i fagot (1945)
- Peça lenta na flet i trio smyczkowe (1946)
- Música 1947 na kwartet smyczkowy (1947)
- Sonata breve na skrzypce (1947)
- Música da cámara na flet, trąbkę, kotły i skrzypce (1948)
- Kwartet smyczkowy (1955)
- Trés images de Nova Friburgo na klawesyn (1988)

### Utwory fortepianowe
- Peça (1945)
- Epigramas (1947)
- Miniaturas (1949)
- Sonata (1953)
- 2 sonaty (I 1954, II 1956)
- Preludio e fuga (1954)

### Utwory wokalno-instrumentalne
- Mélopéia na sopran, tenora, saksofon, puzon i altówkę (1949)